# 広島県第3区
広島県第3区（ひろしまけんだいさんく）は、日本の衆議院議員総選挙における選挙区。1994年（平成6年）の公職選挙法改正で設置。

## 区域

### 現在の区域
2022年（令和4年）公職選挙法改正以降の区域は以下のとおりである。4区だった安芸区が加わっている。
- 広島市
  - 安佐南区
  - 安佐北区
  - 安芸区
- 安芸高田市
- 山県郡

広島市の新興住宅地である安佐南区・安佐北区・安芸区と芸北地方の山間部を範囲とし、都市部と農村部の両方の顔を併せ持った選挙区である。

### 2022年以前の区域
2013年（平成25年）公職選挙法改正から2022年の小選挙区改定までの区域は以下のとおりである。
- 広島市
  - 安佐南区
  - 安佐北区
- 安芸高田市
- 山県郡

1994年（平成6年）公職選挙法改正から2013年の小選挙区改定までの区域は以下のとおりである。
- 広島市
  - 安佐南区
  - 安佐北区
- 山県郡
- 高田郡

## 歴史
小選挙区制導入後、2度にわたり、県議出身で自民党の河井克行と新進党出身の増原義剛が激しく争ってきた。1996年の選挙では河井が初当選したが2000年の選挙では無所属で出馬した増原が初当選した。その後、増原が自民党入りしたことから両者の間でコスタリカ方式での立候補が定められた。2003年は増原、2005年には河井が小選挙区で当選した。
民主党は、2005年の選挙に中村哲治の政策秘書で、元は科学技術庁の職員であった橋本博明を擁立し選挙に臨んだが、小泉旋風と準備期間の短さもあり、河井に敗れ落選した。しかし、2009年の総選挙では一転して大差で増原を破り、初当選した。民主党がこの選挙区を制するのは2009年の総選挙が初となる。しかし、2012年の総選挙では民主党への逆風もあり河井が橋本を破り自民党が再び議席を奪還した。2014年、2017年も河井が小選挙区で当選をした。
だが、2019年の参議院議員選挙に妻の河井案里陣営の選挙運動に関して、選挙スタッフに法定の上限額を超える報酬を渡していたとされる公職選挙法違反疑惑（河井夫妻選挙違反事件）が報じられた。その後、克行の政策担当秘書、案里の公設秘書、陣営幹部の3人が公職選挙法違反（買収）の疑いで逮捕され、2020年6月17日に克行は案里と共に自民党を離党した（その後、同月18日に逮捕され、2021年4月1日に議員辞職。なお、これに伴う補欠選挙は実施されず、第49回衆議院議員総選挙まで欠員となっていた）。
自民党広島県連は河井に代わる候補者の擁立を模索したが、連立を組んでいる公明党は選挙違反事件の影響を受けて「もはや自民党の候補者を支援できない」という支持者からの反発の声が上がったことを理由に比例中国ブロック選出で副代表の斉藤鉄夫の擁立を決定。自民党広島県連がこれに反発し、与党分裂も取り沙汰されたが、最終的には自民党広島県連が選挙区候補者として擁立する予定だった元広島県議の石橋林太郎（2005年に立候補した石橋良三の息子）を比例中国ブロックに回し、斉藤を与党統一候補にすることで決着した。また、2021年10月の衆院解散直前には1区選出の岸田文雄が自民党総裁・首相に就任。岸田のもとで斉藤が第1次岸田内閣において国土交通大臣に就任した事もあり、対立候補の比例復活を許さず小選挙区初当選を果たした。河井に先行して、政治と金の問題が発覚した東京9区とは逆の結果となった。
第50回衆議院議員総選挙も斎藤が再選し、2024年11月9日の臨時党大会で落選の責任を取って辞任した石井啓一の後を継いで公明党の新代表となった（立憲民主党の東克哉も比例復活）。

## 小選挙区選出議員
| 選挙名                 | 年     | 当選者   | 党派       |
| ---------------------- | ------ | -------- | ---------- |
| 第41回衆議院議員総選挙 | 1996年 | 河井克行 | 自由民主党 |
| 第42回衆議院議員総選挙 | 2000年 | 増原義剛 | 無所属     |
| 第43回衆議院議員総選挙 | 2003年 | 増原義剛 | 自由民主党 |
| 第44回衆議院議員総選挙 | 2005年 | 河井克行 | 自由民主党 |
| 第45回衆議院議員総選挙 | 2009年 | 橋本博明 | 民主党     |
| 第46回衆議院議員総選挙 | 2012年 | 河井克行 | 自由民主党 |
| 第47回衆議院議員総選挙 | 2014年 | 河井克行 | 自由民主党 |
| 第48回衆議院議員総選挙 | 2017年 | 河井克行 | 自由民主党 |
| 第49回衆議院議員総選挙 | 2021年 | 斉藤鉄夫 | 公明党     |
| 第50回衆議院議員総選挙 | 2024年 | 斉藤鉄夫 | 公明党     |

## 選挙結果
時の内閣：第1次石破内閣 解散日：2024年10月9日 公示日：2024年10月15日
当日有権者数：41万7051人 最終投票率：46.34%（前回比：4.67%） （全国投票率：53.85%（2.08%））
| 当落 | 候補者名 | 年齢 | 所属党派   | 新旧 | 得票数   | 得票率 | 惜敗率 | 推薦・支持     | 重複 |
| ---- | -------- | ---- | ---------- | ---- | -------- | ------ | ------ | -------------- | ---- |
| 当   | 斉藤鉄夫 | 72   | 公明党     | 前   | 86,654票 | 47.23% | ――     | 自由民主党推薦 |      |
| 比当 | 東克哉   | 43   | 立憲民主党 | 新   | 71,952票 | 39.21% | 83.03% |                | ○    |
|      | 高見篤己 | 72   | 日本共産党 | 新   | 14,128票 | 7.70%  | 16.30% |                |      |
|      | 玉田憲勲 | 67   | 無所属     | 新   | 10,751票 | 5.86%  | 12.41% |                | ×    |

時の内閣：第1次岸田内閣 解散日：2021年10月14日 公示日：2021年10月19日
当日有権者数：36万198人 最終投票率：51.07%（前回比：1.14%） （全国投票率：55.93%（2.25%））
| 当落 | 候補者名       | 年齢 | 所属党派                             | 新旧 | 得票数   | 得票率 | 惜敗率 | 推薦・支持     | 重複 |
| ---- | -------------- | ---- | ------------------------------------ | ---- | -------- | ------ | ------ | -------------- | ---- |
| 当   | 斉藤鉄夫       | 69   | 公明党                               | 前   | 97,844票 | 55.07% | ――     | 自由民主党推薦 |      |
|      | ライアン真由美 | 58   | 立憲民主党                           | 新   | 53,143票 | 29.91% | 54.31% |                | ○    |
|      | 瀬木寛親       | 57   | 日本維新の会                         | 新   | 18,088票 | 10.18% | 18.49% |                | ○    |
|      | 大山宏         | 73   | 無所属                               | 新   | 3,559票  | 2.00%  | 3.64%  |                | ×    |
|      | 矢島秀平       | 29   | NHKと裁判してる党 弁護士法72条違反で | 新   | 2,789票  | 1.57%  | 2.85%  |                | ○    |
|      | 玉田憲勲       | 64   | 無所属                               | 新   | 2,251票  | 1.27%  | 2.30%  |                | ×    |

時の内閣：第3次安倍第3次改造内閣 解散日：2017年9月28日 公示日：2017年10月10日
当日有権者数：36万2243人 最終投票率：49.93%（前回比：0.48%） （全国投票率：53.68%（1.02%））
| 当落 | 候補者名 | 年齢 | 所属党派     | 新旧 | 得票数   | 得票率 | 惜敗率 | 推薦・支持                                     | 重複 |
| ---- | -------- | ---- | ------------ | ---- | -------- | ------ | ------ | ---------------------------------------------- | ---- |
| 当   | 河井克行 | 54   | 自由民主党   | 前   | 82,998票 | 47.37% | ――     | 公明党推薦                                     | ○    |
|      | 塩村文夏 | 39   | 無所属       | 新   | 61,976票 | 35.37% | 74.67% | 社会民主党広島県連合・日本共産党・連合広島推薦 | ×    |
|      | 今枝仁   | 47   | 日本維新の会 | 新   | 23,779票 | 13.57% | 28.65% |                                                | ○    |
|      | 野村昌央 | 35   | 幸福実現党   | 新   | 2,720票  | 1.55%  | 3.28%  |                                                |      |
|      | 玉田憲勲 | 60   | 無所属       | 新   | 1,978票  | 1.13%  | 2.38%  |                                                | ×    |
|      | 西本昭彦 | 72   | 無所属       | 新   | 1,753票  | 1.00%  | 2.11%  |                                                | ×    |

- 塩村は2019年の第25回参議院議員通常選挙において東京都選挙区から立憲民主党公認で出馬し当選。

時の内閣：第2次安倍改造内閣 解散日：2014年11月21日 公示日：2014年12月2日
当日有権者数：35万3319人 最終投票率：49.45%（前回比：6.29%） （全国投票率：52.66%（6.66%））
| 当落 | 候補者名 | 年齢 | 所属党派   | 新旧 | 得票数   | 得票率 | 惜敗率 | 推薦・支持 | 重複 |
| ---- | -------- | ---- | ---------- | ---- | -------- | ------ | ------ | ---------- | ---- |
| 当   | 河井克行 | 51   | 自由民主党 | 前   | 85,311票 | 50.67% | ――     | 公明党推薦 | ○    |
|      | 橋本博明 | 44   | 民主党     | 元   | 66,549票 | 39.52% | 78.01% |            | ○    |
|      | 清水貞子 | 67   | 日本共産党 | 新   | 16,514票 | 9.81%  | 19.36% |            |      |

- 橋本は比例中国ブロックで次点で繰り上げ当選の可能性があったが、2015年1月、不祥事により離党。比例名簿から抹消された。その後、2020年安芸太田町長選挙に立候補し当選。
- 中丸は次世代の党公認で広島4区から立候補したが落選。

時の内閣：野田第3次改造内閣 解散日：2012年11月16日 公示日：2012年12月4日
当日有権者数：35万2969人 最終投票率：55.74%（前回比：12.85%） （全国投票率：59.32%（9.96%））
| 当落 | 候補者名 | 年齢 | 所属党派     | 新旧 | 得票数   | 得票率 | 惜敗率 | 推薦・支持 | 重複 |
| ---- | -------- | ---- | ------------ | ---- | -------- | ------ | ------ | ---------- | ---- |
| 当   | 河井克行 | 49   | 自由民主党   | 前   | 87,993票 | 46.18% | ――     | 公明党推薦 | ○    |
|      | 橋本博明 | 42   | 民主党       | 前   | 51,666票 | 27.12% | 58.72% |            | ○    |
| 比当 | 中丸啓   | 49   | 日本維新の会 | 新   | 36,993票 | 19.42% | 42.04% |            | ○    |
|      | 藤井敏子 | 59   | 日本共産党   | 新   | 13,875票 | 7.28%  | 15.77% |            |      |

時の内閣：麻生内閣 解散日：2009年7月21日 公示日：2009年8月18日
当日有権者数：35万705人 最終投票率：68.59% （全国投票率：69.28%（1.77%））
| 当落 | 候補者名 | 年齢 | 所属党派   | 新旧 | 得票数    | 得票率 | 惜敗率 | 推薦・支持 | 重複 |
| ---- | -------- | ---- | ---------- | ---- | --------- | ------ | ------ | ---------- | ---- |
| 当   | 橋本博明 | 39   | 民主党     | 新   | 133,994票 | 56.81% | ――     |            | ○    |
|      | 増原義剛 | 64   | 自由民主党 | 前   | 96,065票  | 40.73% | 71.69% |            | ○    |
|      | 日高順子 | 46   | 幸福実現党 | 新   | 5,825票   | 2.47%  | 4.35%  |            |      |

時の内閣：第2次小泉改造内閣 解散日：2005年8月8日 公示日：2005年8月30日 （全国投票率：67.51%（7.65%））
| 当落 | 候補者名 | 年齢 | 所属党派   | 新旧 | 得票数   | 得票率 | 惜敗率 | 推薦・支持 | 重複 |
| ---- | -------- | ---- | ---------- | ---- | -------- | ------ | ------ | ---------- | ---- |
| 当   | 河井克行 | 42   | 自由民主党 | 前   | 94,017票 | 42.09% | ――     |            | ○    |
|      | 橋本博明 | 35   | 民主党     | 新   | 59,576票 | 26.67% | 63.37% |            | ○    |
|      | 石橋良三 | 57   | 無所属     | 新   | 31,792票 | 14.23% | 33.82% |            | ×    |
|      | 金子哲夫 | 57   | 社会民主党 | 元   | 26,269票 | 11.76% | 27.94% |            | ○    |
|      | 大西理   | 39   | 日本共産党 | 新   | 9,892票  | 4.43%  | 10.52% |            |      |
|      | 二見順子 | 62   | 無所属     | 新   | 1,824票  | 0.82%  | 1.94%  |            | ×    |

- 石橋は自民党県議であったが亀井静香に近く、自民党が郵政民営化反対派に刺客を立てたことに抗議し出馬した。2ヶ月後の11月に行われた自らの辞職に伴う補欠選挙で県議に復帰。

時の内閣：第1次小泉第2次改造内閣 解散日：2003年10月10日 公示日：2003年10月28日 （全国投票率：59.86%（2.63%））
| 当落 | 候補者名 | 年齢 | 所属党派   | 新旧 | 得票数    | 得票率 | 惜敗率 | 推薦・支持 | 重複 |
| ---- | -------- | ---- | ---------- | ---- | --------- | ------ | ------ | ---------- | ---- |
| 当   | 増原義剛 | 58   | 自由民主党 | 前   | 106,972票 | 60.21% | ――     |            | ○    |
|      | 金子哲夫 | 55   | 社会民主党 | 前   | 53,382票  | 30.05% | 49.90% |            | ○    |
|      | 大西理   | 37   | 日本共産党 | 新   | 17,318票  | 9.75%  | 16.19% |            |      |

時の内閣：第1次森内閣 解散日：2000年6月2日 公示日：2000年6月13日 （全国投票率：62.49%（2.84%））
| 当落 | 候補者名 | 年齢 | 所属党派   | 新旧 | 得票数   | 得票率 | 惜敗率 | 推薦・支持 | 重複 |
| ---- | -------- | ---- | ---------- | ---- | -------- | ------ | ------ | ---------- | ---- |
| 当   | 増原義剛 | 55   | 無所属     | 新   | 82,012票 | 41.17% | ――     |            | ×    |
|      | 河井克行 | 37   | 自由民主党 | 前   | 65,805票 | 33.04% | 80.24% |            | ○    |
| 比当 | 金子哲夫 | 51   | 社会民主党 | 新   | 36,478票 | 18.31% | 44.48% |            | ○    |
|      | 大植和子 | 46   | 日本共産党 | 新   | 14,896票 | 7.48%  | 18.16% |            |      |

- 当選後、増原義剛は自民党に入党。事実上の自民対決となった。

時の内閣：第1次橋本内閣 解散日：1996年9月27日 公示日：1996年10月8日 （全国投票率：59.65%（8.11%））
| 当落 | 候補者名 | 年齢 | 所属党派   | 新旧 | 得票数   | 得票率 | 惜敗率 | 推薦・支持 | 重複 |
| ---- | -------- | ---- | ---------- | ---- | -------- | ------ | ------ | ---------- | ---- |
| 当   | 河井克行 | 33   | 自由民主党 | 新   | 65,928票 | 38.30% | ――     |            | ○    |
|      | 増原義剛 | 51   | 新進党     | 新   | 57,516票 | 33.41% | 87.24% |            |      |
|      | 辻駒啓三 | 40   | 新社会党   | 新   | 18,714票 | 10.87% | 28.39% |            | ○    |
|      | 片山春子 | 66   | 社会民主党 | 新   | 16,476票 | 9.57%  | 24.99% |            | ○    |
|      | 田中富範 | 36   | 日本共産党 | 新   | 13,506票 | 7.85%  | 20.49% |            |      |